# Justicia de Trajano
La justicia de Trajano es un episodio legendario en la vida del emperador romano Trajano, basada en un relato de Dión Casio en el epítome del libro LXVIII, capítulo 10: «Lo que él no hizo, sin embargo, como podría haberse esperado de un hombre bélico como él, es prestar menos atención a la administración civil ni tampoco dejó de administrar justicia; por el contrario, condujo procesos, bien en el Foro de Augusto, bien en el Pórtico de Livia, como se llamaba, y a menudo en cualquier otro lugar de un tribunal».
Según la historia, Trajano, ocupado en preparativos para las guerras dacias, recibió una petición de justicia por parte de la madre de un hombre asesinado. El emperador le pidió que esperase hasta que él volviera, pero ella le indicó que él podría no volver. Trajano entonces sacó tiempo para resolver el caso a pesar de todos los otros deberes que tenía entonces. La leyenda, aunque indirectamente, fue popularizada por Dante en la Divina Comedia, aludió a él en el Paraíso y lo relató en el Purgatorio, X, 73-94:

La desgraciada apareció entre todos estos para decir:

«¡Véngame, señor!, pues (infortunado sea este corazón)

mi hijo ha sido asesinado». Él le contestó:

«Espera hasta que yo vuelva». Y ella, como alguien

a quien la pena apremia: «Oh, señor, ¿y si tú

no vuelves?». «Quien me reemplace, entonces,

hará justicia». «¿Hará otro el bien

que tú descuidas?». «Ahora consuélate

—contesta él finalmente—, parece correcto

que cumpla con mi deber, antes de seguir adelante:

lo quiere la justicia; y la pena me retiene».

El origen de la leyenda y sus vicisitudes desde la Antigüedad han sido objeto de varios estudios, incluyendo las detalladas Leggende de G. Boni, publicadas en 1906.
El episodio se vio reflejada en varias obras de arte y en el verso La Justicia del poeta bielorruso Simeón de Polotsk (1629—1680).
Entre los artistas que representaron la leyenda están Eugène Delacroix, Roger van der Weyden, Hans Sebald Beham, Noël Coypel y Noël Hallé.
El pintor francés Raoul Dufy se inspiró en la pintura que hizo Delacroix sobre la justicia.
Históricamente, la justicia de Trajano puede referirse igualmente también a lo que describió Plinio el Joven en sus Cartas (Epístulae, VI, 31, un juicio ante el tribunal en Centumcellae) o representado en la Columna Trajana, donde Trajano juzgad a los jefes bárbaros capturados, o a una pintura perdida de Rogier van der Weyden.

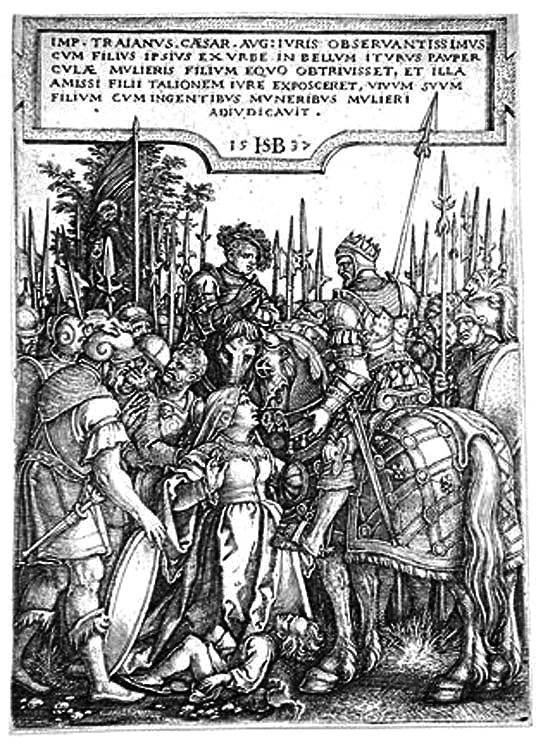
La justicia de Trajano por Beham
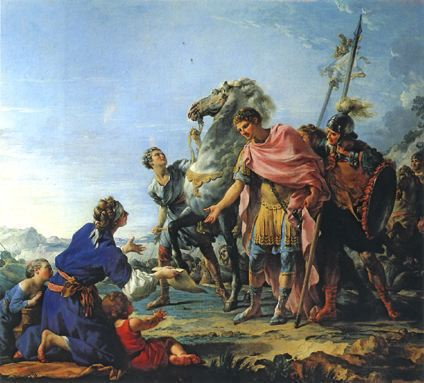
La justicia de Trajano (La clémence de Trajan) por Hallé
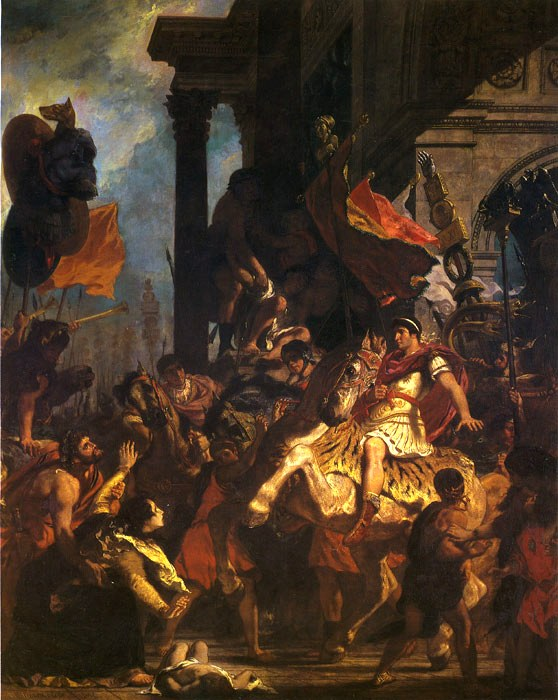
La justicia de Trajano (La justice de Trajan) por Delacroix

## Para saber más
- SEZNEC, Jean: "Diderot and The Justice of Trajan". En Journal of the Warburg and Courtauld Institutes, vol. 20, n.º 1/2.
- SHARNOVA, Elena: "A Newly Discovered Justice of Trajan from the Second School of Fontainebleau". En Burlington Magazine, vol. 142, n.º 1166.